# Vol TAM 402
Le vol TAM 402 est un vol intérieur régulier, assuré par un Fokker F100 de la compagnie aérienne brésilienne TAM Linhas Aéreas, reliant l'aéroport de Congonhas à São Paulo à l'aéroport Santos Dumont de Rio de Janeiro le 31 octobre 1996, qui s'est écrasé peu de temps après son décollage, tuant les 95 personnes à bord et 4 personnes au sol.
Durant la montée, l'inversion de poussée du moteur droit s'enclenche. L'avion bascula alors brusquement vers la droite, heurtant un immeuble et s'écrasa sur une zone résidentielle seulement 25 secondes après le décollage.
Il s'agit, à l'époque, du deuxième accident aérien le plus meurtrier de l'histoire du Brésil, après celui du vol VASP 168 survenu 14 ans auparavant, ainsi que du pire crash aérien impliquant un Fokker F100.

## Avion et équipage

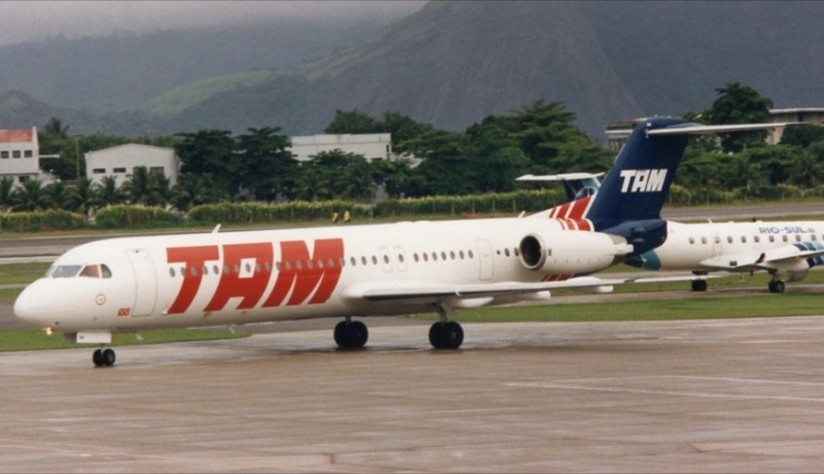
PT-MRK, l'appareil impliqué, ici à l'aéroport de Rio de Janeiro/Santos-Dumont un an avant l'accident.

L'appareil impliqué est un Fokker F100, immatriculé PT-MRK. Cet avion de ligne court-courrier, propulsé par deux moteurs Rolls-Royce Tay 650-15, a effectué son premier vol le 8 février 1993, et a été acquis d'occasion par TAM Linhas Aéreas en avril 1995 ; il cumulait plus de 8 000 heures de vol au moment de l'accident. Il portait une livrée bleue promotionnelle spéciale sur son fuselage avec l'inscription « Number 1 », en référence au fait que TAM a reçu le prix de "Compagnie aérienne régionale de l'année" par le magazine Air Transport World (en).
Le commandant de bord est José Antonio Moreno (35 ans), qui totalise plus de 9 000 heures de vol, dont 3 000 heures sur Fokker F100. Le copilote, Ricardo Luis Gomes (27 ans), totalise 4 000 heures de vol, dont seulement 160 heures sur Fokker F100.
Il y avait également quatre membres du personnel navigant commercial (PNC) à bord de l'avion.

## Accident

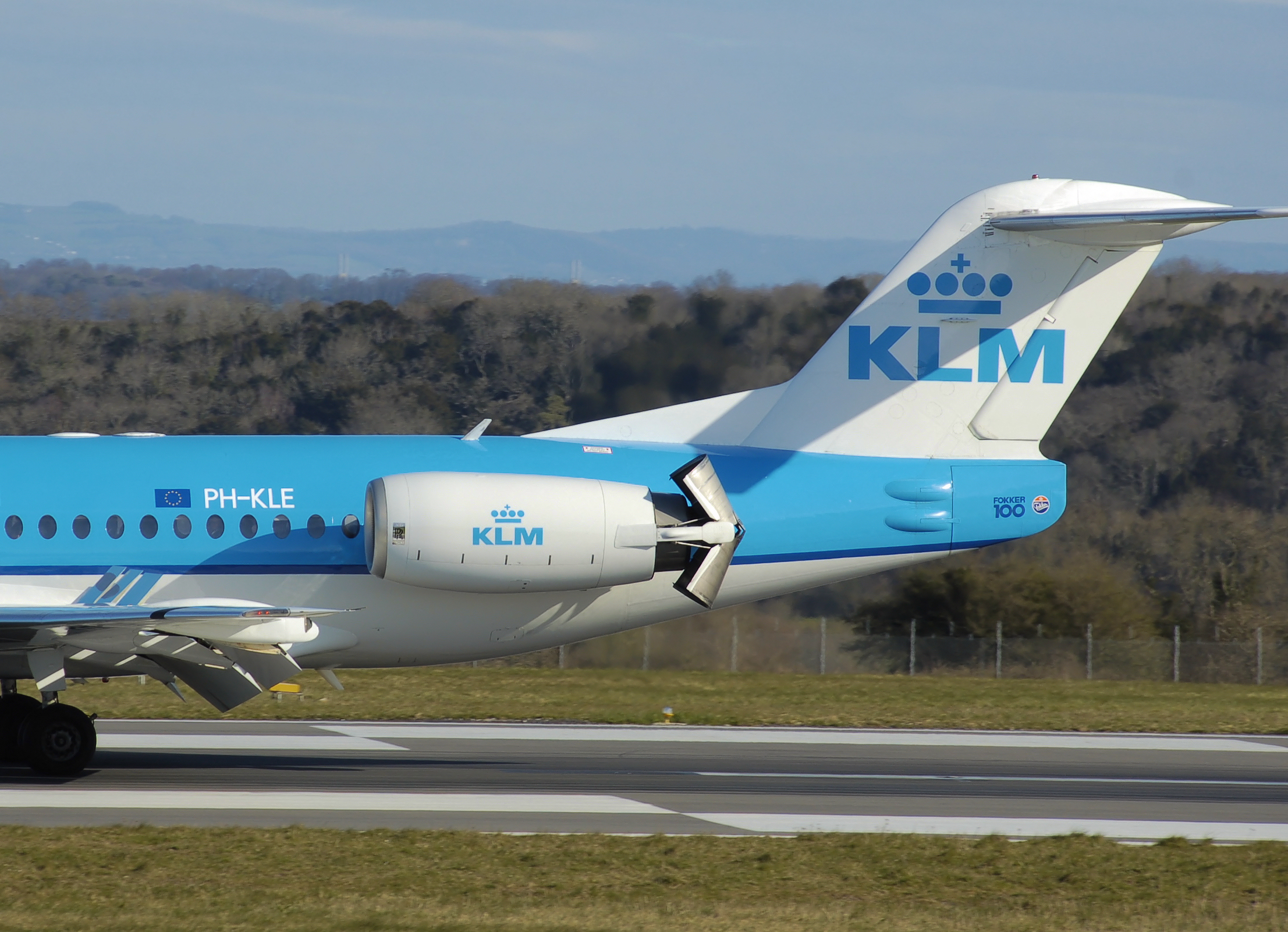
L'inverseur de poussée déployé sur un des moteurs d'un Fokker F100

Le Fokker F100 est équipé d'un système de sécurité permettant de faire face à un déploiement accidentel d'un inverseur de poussée au décollage ou en vol. Le système déplace automatiquement la manette des gaz du moteur concerné pour réduire la puissance, l'avion étant alors capable de décoller en toute sécurité avec la pleine puissance d'un seul moteur, ou de maintenir un vol normal à puissance réduite. De plus, un contacteur, activé par le train d'atterrissage principal de l'avion lorsqu'il quitte le sol, désactive alors l'inverseur et l'empêche ainsi tout déploiement intempestif de celui-ci en vol.
Le vol 402 décolle de l'aéroport international de Congonhas à 8 h 27. Mais, à peine quelques secondes après la rotation, les pilotes entendent un bruit sourd : l'inverseur de poussée du moteur n°2, situé à droite, s'est enclenché, à la suite d'un court-circuit électrique associé à un interrupteur défectueux, censé empêcher le déploiement de l'inverseur en vol.
Le déséquilibre de puissance a fait brusquement virer l'avion vers la droite alors qu'il s'éloigne de la piste. Le système de sécurité coupe alors automatiquement l'alimentation du moteur avec l'inverseur de poussée défaillant. Il n'y a aucune alarme ou indication dans le cockpit indiquant qu'un inverseur de poussée s'est accidentellement déployé. L'équipage n'a alors aucun moyen de savoir quel est le véritable problème.
Le copilote, voyant la manette des gaz du moteur droit passer automatiquement en position ralenti, pense qu'elle recule à cause d'un dysfonctionnement de l'automanette et la repousse en position pleine puissance à côté de celle du moteur gauche.
Une nouvelle fois, le système de sécurité automatique diminue à nouveau la puissance du moteur droit et le commandant de bord, qui effectue le décollage, demande au copilote la désactivation de l'automanette. Après avoir éteint le système, le copilote a de nouveau poussé la manette des gaz du moteur droit à pleine puissance vers l'avant et l'y a maintenu avec force.
Le câble du système de sécurité, chargé de tirer la manette des gaz vers la position ralenti lors du déploiement de l'inverseur de poussée, n'est plus en mesure de supporter l'effort physique d'être tiré dans un sens par l'inverseur, tandis que le copilote le force dans l'autre sens en poussant la manette des gaz à fond ; il s'est alors rompu au niveau d'un raccord de maintenance. Le levier n'étant plus retenu par le système de sécurité, le copilote continue de maintenir la manette des gaz du moteur droit à pleine puissance.

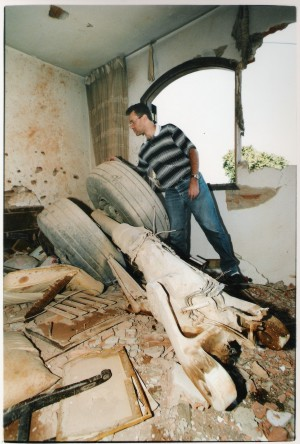
Photo du train d'atterrissage du Fokker F100, prise à l'intérieur d'une maison endommagée lors de l'accident.

La combinaison du moteur n°2 à pleine poussée en arrière et du moteur n°1 toujours à la poussée normale de décollage vers l'avant a fait violemment partir l'avion dans un fort roulis vers la droite, qui a entamé un plongeon incontrôlable vers le sol.

## Enquête
Au cours de l'enquête qui a suivi l'accident, il s'est avéré que l'équipage n'avait jamais été formé pour faire face à un tel événement car le constructeur de l'avion, Fokker, a jugé que la probabilité du déploiement d'un inverseur en vol était si faible qu'aucune formation à la récupération n'était nécessaire.

## Médias
L'accident a fait l'objet d'un épisode dans la série télé Air Crash nommé « Carnage à São Paulo » (saison 15 - épisode 10).